# Polycorde

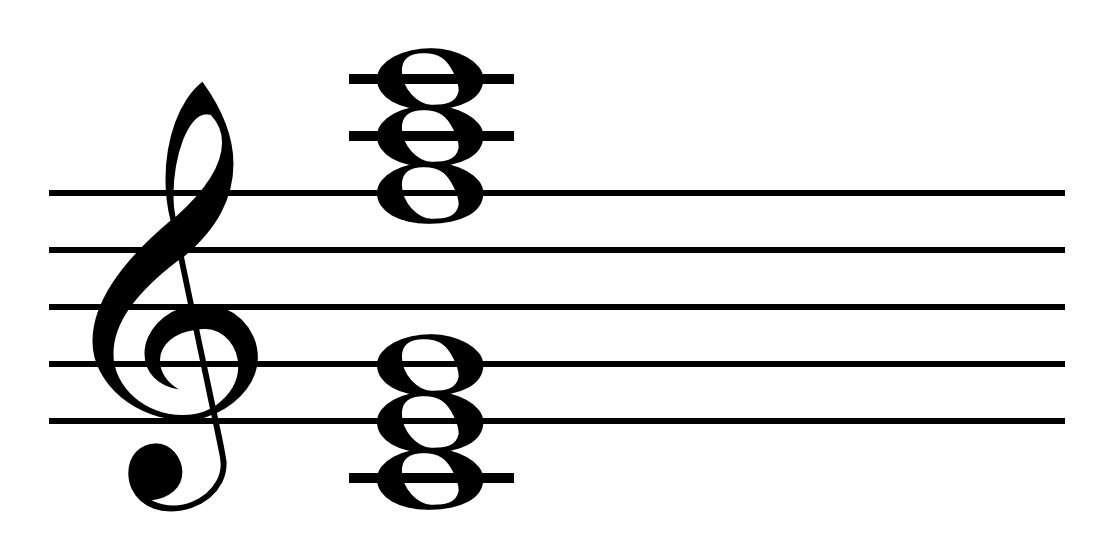
Polycorde.

En musique, le polycorde désigne étymologiquement un instrument constitué de plusieurs cordes — véritable instrument de musique ou simple instrument pédagogique. Un instrument à une seule corde est un monocorde.
Par extension, cependant, le terme renvoie plus généralement à une succession de notes — ascendante ou descendante — dans une échelle musicale donnée. Concernant ce second sens, on veillera à soigneusement distinguer le « polycorde » de l'« intervalle » : le polycorde désigne un ensemble de degrés conjoints, tandis que l'intervalle désigne la seule distance entre les degrés extrêmes dudit polycorde.
Par exemple, les quatre notes do, ré, mi et fa forment un polycorde — plus précisément, un tétracorde —, mais la distance entre do et fa est un intervalle — plus précisément, une quarte juste.
Les noms attribués aux principaux polycordes sont les suivants — on notera qu'il n'existe pas de terminologie spécifique pour désigner les polycordes supérieurs à l'octocorde.

## Dicorde
Le dicorde — ou bicorde — est un polycorde constitué de deux notes conjointes.
Par exemple, do et ré.
- L'intervalle correspondant est la seconde.

## Tricorde
Le tricorde est un polycorde constitué de trois notes conjointes.
Par exemple, do, ré et mi.
- L'intervalle correspondant est la tierce.

## Tétracorde
Désigne au départ un ancien instrument de musique Grec.
Le tétracorde est un polycorde constitué de quatre notes conjointes qui forment un intervalle de quarte juste (soit 2 tons et 1 demi-ton).
Par exemple, do, ré, mi et fa.
Le concept de tétracorde est considéré par les théoriciens grecs comme l'unité fondamentale pour la formation des échelles mélodiques.
Les modes majeur et mineur sont constitués de deux tétracordes identiques séparés par un ton, nommés inférieur et supérieur.
Par exemple, la gamme de do majeur comprend un tétracorde inférieur (do, ré, mi, fa = deux tons et un demi-ton) suivi d'un tétracorde supérieur (sol, la, si, do = deux tons et un demi-ton), les deux tétracordes étant séparés par un ton (fa, sol = un ton).
Le tétracorde grec peut être de trois types de base :
- tétracorde diatonique : un demi-ton surmonté de deux tons ;
- tétracorde chromatique : deux demi-tons (en principes inégaux) surmontés d'un grand intervalle complétant la quarte ;
- tétracorde enharmonique : deux diesis qui forment, ajoutés l'un à l'autre, un demi-ton qu'ils divisent de manière pratiquement égale, surmontés d'une tierce majeure.

## Pentacorde
Le pentacorde est un polycorde constitué de cinq notes conjointes.
Par exemple, do, ré, mi, fa et sol.
- L'intervalle correspondant est la quinte.

## Hexacorde
L’hexacorde est un polycorde constitué de six notes conjointes.
Par exemple, do, ré, mi, fa, sol et la.
- L'intervalle correspondant est la sixte.

Au cours du XIe siècle, Guido d'Arezzo a recours, non plus au tétracorde comme ses prédécesseurs, mais à l'hexacorde, ce qui lui permet de mettre en place la solmisation. La solmisation est un système d'enseignement de la lecture musicale par relativité, qui sera maintenu jusqu'à la fin du Moyen Âge, au moment de la naissance du contrepoint et de la généralisation de la portée.

## Heptacorde
L’heptacorde est un polycorde constitué de sept notes conjointes.
Par exemple, do, ré, mi, fa, sol, la et si.
- L'intervalle correspondant est la septième.

## Octocorde
L’octocorde est un polycorde constitué de huit notes conjointes. Une gamme heptatonique — par exemple, l'échelle diatonique — se présente évidemment sous la forme d'un octocorde.
Par exemple, do, ré, mi, fa, sol, la, si et do.
- L'intervalle correspondant est l'octave.